# .de
.de là tên miền Internet cấp cao nhất dành cho quốc gia (ccTLD) của Cộng hòa Liên bang Đức. DENIC (Trung tâm Thông tin mạng chịu trách nhiệm cho tên miền.de) không yêu cầu tên miền cấp 2 cụ thể, giống như trường hợp với tên miền .uk.
Tên gọi dựa trên hai chữ cái đầu của tên tiếng Đức của Đức (Deutschland).
Trong tiếng Tây Ban Nha và tiếng Bồ Đào Nha "de" là sở hữu cách (giống như "of" trong tiếng Anh), nên có nhiều nhà quản lý host nói tiếng Latin tạo ra những trang giống như elforo.de (diễn đàn.of) hay elblog.de (blog.of), để tên của bạn phía sau nó (ví dụ: elforo.de/wikipedia diễnđàn.of/wikipedia).
.de hiện là ccTLD phổ biến nhất theo số lượng người đăng ký, và đứng thứ nhì sau .com nếu xét tất cả tên miền TLD.
Điểm đăng ký đầu tiên cho tên miền.de là ở Khoa Khoa học máy tính của trường Đại học Dortmund, unido.de là tên miền.de được đăng ký đầu tiên.
Việc đăng ký tên miền.de có thể thực hiện trực tiếp qua DENIC nhưng nó nhanh hơn và rẻ hơn nếu đăng ký qua các cơ quan đăng ký thành viên của DENIC.
Đăng ký tên miền quốc tế hóa cũng được chấp nhận (xem chi tiết tại đây Lưu trữ ngày 13 tháng 2 năm 2006 tại Wayback Machine).